# Albuquerque International Sunport
Albuquerque International Sunport (IATA: ABQ, ICAO: KABQ) is een luchthaven die 5 km ten zuidoosten van het centrum van Albuquerque ligt, in New Mexico in de Verenigde Staten. Het is de grootste commerciële luchthaven in de staat, die in 2007 6 667 390 passagiers afhandelde. De luchthaven bedient Albuquerque en Santa Fe. Het is een secundair knooppunt voor Southwest Airlines.
De luchthaven deelt de startbanen met de militaire luchtmachtbasis Kirtland Air Force Base.

## Geschiedenis
Albuquerque werd in de jaren 30 bediend door twee vliegvelden: West Mesa Airport en Oxnard Field. Rond 1935 werd het voorgesteld dat de stad een nieuw openbaar vliegveld zou bouwen, met geld van de WPA, een onderdeel van de New Deal van president Roosevelt. Met $520.500 aan geld, werd op 28 februari 1937 begonnen met de bouw van het vliegveld. Gouverneur Clyde Tingley van New Mexico gaf het startsein voor de bouw. Het gemeentelijke vliegveld van Albuquerque werd geopend in 1939 met twee geasfalteerde landingsbanen. Verder was er een Terminal in de Pueblo-stijl, ontworpen door Ernest Blumenthal, en een grote hangar om de nieuwe Boeing 307 te kunnen accommoderen.
Het vliegveld kreeg een tweede rol in 1940, als Albuquerque Army Air Base. De voorganger van het huidige Kirtland Air Force Base. Tot de dag van vandaag delen de vliegvelden de landingsbanen. Kirtland regelt daarnaast ook de reddingsdiensten en de brandweer op de luchthaven.
De huidige terminal is gebouwd in 1965, op een plek ten oosten van de originele terminal. Sindsdien is de terminal twee keer uitgebreid, een keer eind jaren 80, en als laatste in 1996. De oude terminal is hersteld en is nu het kantoor van de TSA, de luchtveiligheidsdienst. Hij is 1988 aan de National Register of Historic Places toegevoegd.